# Sistema dinámico

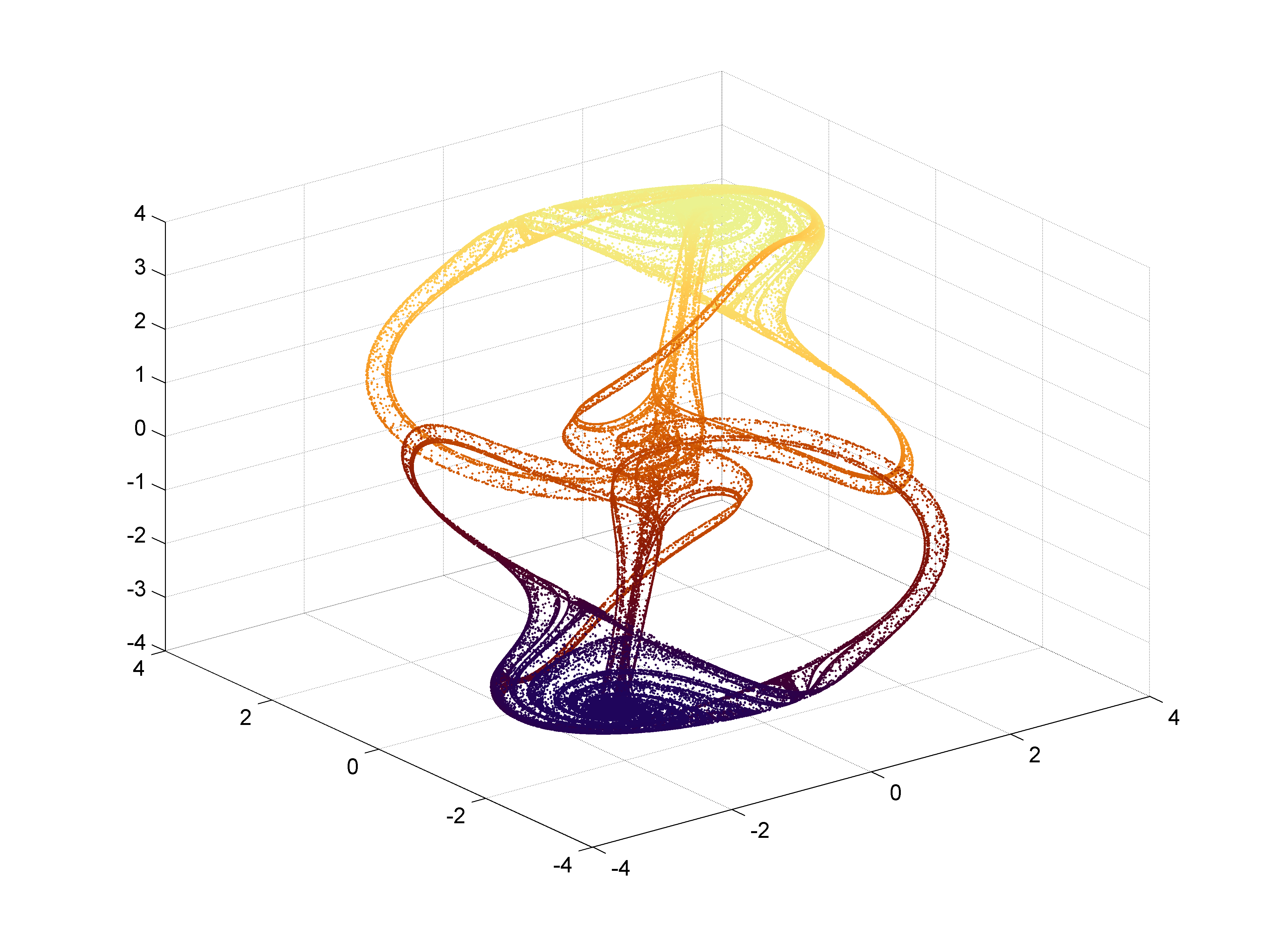
Atractor simétrico cíclico de Thomas.

Un sistema dinámico es un sistema cuyo estado evoluciona con el tiempo. Los sistemas físicos en situación no estacionaria son ejemplos de sistemas dinámicos, pero también existen modelos económicos, matemáticos y de otros tipos que son sistemas abstractos y, a su vez, sistemas dinámicos. El comportamiento en dicho estado se puede caracterizar determinando los límites del sistema, los elementos y sus relaciones; de esta forma se pueden elaborar modelos que buscan representar la estructura del mismo sistema.
Al definir los límites del sistema se hace, en primer lugar, una selección de aquellos componentes que contribuyan a generar los modos de comportamiento, y luego se determina el espacio donde se llevará a cabo el estudio, omitiendo toda clase de aspectos irrelevantes.
El tiempo puede medirse por números enteros, por real o número complejo o puede ser un objeto algebraico más general, perdiendo la memoria de su origen físico, y el espacio puede ser múltiple o simplemente un conjunto, sin necesidad de una estructura espacio-temporal de suave definida sobre él.
En un momento dado, un sistema dinámico tiene un estado que representa un punto en un espacio de estados apropiado. Este estado suele venir dado por una tupla de números reales o por un vector en una variedad geométrica. La regla de evolución del sistema dinámico es una función que describe qué estados futuros se derivan del estado actual.  A menudo la función es determinista, es decir, para un intervalo de tiempo dado sólo un estado futuro se sigue del estado actual. Sin embargo, algunos sistemas son estocástico, en los que los sucesos aleatorios también afectan a la evolución de las variables de estado.
En física, un sistema dinámico' se describe como una "partícula o conjunto de partículas cuyo estado varía con el tiempo y, por tanto, obedece a ecuaciones diferencialess que implican derivadas temporales". Para realizar una predicción sobre el comportamiento futuro del sistema, se realiza una solución analítica de dichas ecuaciones o su integración en el tiempo mediante simulación por ordenador.
El estudio de los sistemas dinámicos es el objeto de la teoría de sistemas dinámicos, que tiene aplicaciones a una gran variedad de campos como las matemáticas, la física, biología, química, ingeniería, economía, historia, y medicina. Los sistemas dinámicos son una parte fundamental de la teoría del caos, la dinámica del mapa logístico, la teoría de la bifurcación, los procesos de autoensamblaje y autoorganización, y el concepto de borde del caos.

## Descripción general
El concepto de sistema dinámico tiene su origen en la mecánica newtoniana.  Allí, como en otras ciencias naturales y disciplinas de la ingeniería, la regla de evolución de los sistemas dinámicos es una relación implícita que da el estado del sistema sólo para un tiempo corto en el futuro.  (La relación es una ecuación diferencial, ecuación de diferencia u otra escala de tiempo]]).  Para determinar el estado para todos los tiempos futuros se requiere iterar la relación muchas veces, avanzando cada vez un pequeño paso.  El procedimiento de iteración se denomina resolver el sistema o integrar el sistema. Si el sistema puede resolverse, dado un punto inicial es posible determinar todas sus posiciones futuras, una colección de puntos conocida como trayectoria u órbita'.
Antes de la llegada de los ordenadores, encontrar una órbita requería sofisticadas técnicas matemáticas y sólo podía lograrse para una pequeña clase de sistemas dinámicos.  Los métodos numéricos implementados en máquinas de computación electrónica han simplificado la tarea de determinar las órbitas de un sistema dinámico.
Para sistemas dinámicos sencillos, a menudo basta con conocer la trayectoria, pero la mayoría de los sistemas dinámicos son demasiado complicados para entenderlos en términos de trayectorias individuales.  Las dificultades surgen porque:
- Los sistemas estudiados sólo pueden conocerse de forma aproximada: los parámetros del sistema pueden no conocerse con precisión o pueden faltar términos en las ecuaciones.  Las aproximaciones utilizadas ponen en entredicho la validez o pertinencia de las soluciones numéricas.  Para abordar estas cuestiones se han introducido varias nociones de estabilidad en el estudio de los sistemas dinámicos, como la estabilidad de Lyapunov o la estabilidad estructural.  La estabilidad del sistema dinámico implica que existe una clase de modelos o condiciones iniciales para los que las trayectorias serían equivalentes. La operación de comparación de órbitas para establecer su equivalencia cambia con las distintas nociones de estabilidad.
- El tipo de trayectoria puede ser más importante que una trayectoria en particular.  Algunas trayectorias pueden ser periódicas, mientras que otras pueden vagar por muchos estados diferentes del sistema. Las aplicaciones requieren a menudo enumerar estas clases o mantener el sistema dentro de una clase.  La clasificación de todas las trayectorias posibles ha conducido al estudio cualitativo de los sistemas dinámicos, es decir, las propiedades que no cambian bajo cambios de coordenadas. Los Sistemas dinámicos lineales y el sistemas que tienen dos números que describen un estado son ejemplos de sistemas dinámicos en los que se comprenden las posibles clases de órbitas.
- El comportamiento de las trayectorias en función de un parámetro puede ser lo que se necesita para una aplicación. Al variar un parámetro, los sistemas dinámicos pueden tener puntos de bifurcación donde cambia el comportamiento cualitativo del sistema dinámico.  Por ejemplo, puede pasar de tener sólo movimientos periódicos a un comportamiento aparentemente errático, como en la transición a turbulencia de un fluido.
- Las trayectorias del sistema pueden parecer erráticas, como si fueran aleatorias.  En estos casos puede ser necesario calcular promedios utilizando una trayectoria muy larga o muchas trayectorias diferentes.  Los promedios están bien definidos para sistemas ergódicos y se ha elaborado una comprensión más detallada para sistemas hiperbólicos. La comprensión de los aspectos probabilísticos de los sistemas dinámicos ha ayudado a establecer los fundamentos de la mecánica estadística y de la caos.

## Historia
Muchos consideran al matemático francés Henri Poincaré como el fundador de los sistemas dinámicos. Poincaré publicó dos monografías ya clásicas, "Nuevos métodos de mecánica celeste" (1892-1899) y "Conferencias sobre mecánica celeste" (1905-1910). En ellas, aplicó con éxito los resultados de sus investigaciones al problema del movimiento de tres cuerpos y estudió en detalle el comportamiento de las soluciones (frecuencia, estabilidad, asintótica, etc.). Estos trabajos incluían el teorema de recurrencia de Poincaré, que afirma que ciertos sistemas, tras un tiempo suficientemente largo pero finito, volverán a un estado muy próximo al inicial.
Aleksandr Lyapunov desarrolló muchos métodos de aproximación importantes. Sus métodos, que desarrolló en 1899, permiten definir la estabilidad de conjuntos de ecuaciones diferenciales ordinarias. Creó la teoría moderna de la estabilidad de un sistema dinámico.
En 1913, George David Birkhoff demostró el "Último teorema geométrico" de Poincaré, un caso especial del problema de los tres cuerpos, resultado que le dio fama mundial. En 1927 publicó su obra Dynamical Systems]. El resultado más duradero de Birkhoff ha sido su descubrimiento en 1931 de lo que ahora se denomina el  teorema ergódico. Combinando ideas de la física sobre la  hipótesis ergódica con la teoría de la medida, este teorema resolvió, al menos en principio, un problema fundamental de la mecánica estadística. El teorema ergódico también ha tenido repercusiones para la dinámica.
Stephen Smale también realizó avances significativos.  Su primera contribución fue el Herradura de Smale que impulsó una importante investigación en sistemas dinámicos.  También esbozó un programa de investigación llevado a cabo por muchos otros.
En 1964, Oleksandr Mykolaiovych Sharkovsky desarrolló el teorema de Sarkovskii sobre los periodos de los  sistemas dinámicos discretos. Una de las implicaciones del teorema es que si un sistema dinámico discreto en la recta real tiene un punto periódico de período 3, entonces debe tener puntos periódicos de cualquier otro período.
A finales del siglo XX, la perspectiva de los sistemas dinámicos para las ecuaciones diferenciales parciales empezó a ganar popularidad. El ingeniero mecánico palestino Ali H. Nayfeh aplicó la  dinámica no lineal en mecánica y ingeniería de sistemas. Su trabajo pionero en dinámica no lineal aplicada ha sido influyente en la construcción y mantenimiento de máquinas y estructuras habituales en la vida cotidiana, como barcos,  grúas, puentes, edificios, rascacielos, motores a reacción,  motores de cohetes, aviones y naves espaciales.

## Definición formal
En el sentido más general, un sistema dinámico es una tupla (T, X, Φ) donde T es un monoide, escrito aditivamente, X es un conjunto no vacío y Φ es una función.
{\displaystyle \Phi :U\subseteq (T\times X)\to X}
con
{\displaystyle \mathrm {proj} _{2}(U)=X}  (donde {\displaystyle \mathrm {proj} _{2}} es la segunda proyección)
y para cualquier x en X:
{\displaystyle \Phi (0,x)=x}
{\displaystyle \Phi (t_{2},\Phi (t_{1},x))=\Phi (t_{2}+t_{1},x),}
para {\displaystyle \,t_{1},\,t_{2}+t_{1}\in I(x)} y {\displaystyle \ t_{2}\in I(\Phi (t_{1},x))}, donde hemos definido el conjunto {\displaystyle I(x):=\{t\in T:(t,x)\in U\}} para cualquier x en X.
En particular, en el caso de que {\displaystyle U=T\times X} tenemos para cada x en X que {\displaystyle I(x)=T} y por lo tanto que Φ define una acción monoide de T en X.
La función Φ(t,x) se denomina función de evolución del sistema dinámico: asocia a cada punto x del conjunto X una imagen única, dependiente de la variable t, denominada parámetro de evolución. X se denomina espacio de fases o espacio de estados, mientras que la variable x representa un estado inicial del sistema.
Se puede escribir
{\displaystyle \Phi _{x}(t)\equiv \Phi (t,x)}
{\displaystyle \Phi ^{t}(x)\equiv \Phi (t,x)}
si tomamos una de las variables como constante. 
{\displaystyle \Phi _{x}:I(x)\to X}
se llama flujo a través de x y su gráfica, trayectoria a través de x. El conjunto
{\displaystyle \gamma _{x}\equiv \{\Phi (t,x):t\in I(x)\}}
se llama órbita a través de x.
Nótese que la órbita a través de x es la imagen del flujo a través de x.
Un subconjunto S del espacio de estados X se llama Φ-invariante si para todo x en S y todo t en T
{\displaystyle \Phi (t,x)\in S.}
Así, en particular, si S es Φ-invariante, {\displaystyle I(x)=T} para todo x en S. Es decir, el flujo a través de x debe estar definido para todo el tiempo para cada elemento de S.
Más comúnmente hay dos clases de definiciones para un sistema dinámico: una está motivada por ecuación diferencial ordinarias y es geométrica en sabor; y la otra está motivada por teoría ergódica y es teoría de la medida en sabor.

### Definición geométrica
En la definición geométrica, un sistema dinámico es la tupla {\displaystyle \langle {\mathcal {T}},{\mathcal {M}},f\rangle }. {\displaystyle {\mathcal {T}}} es el dominio para el tiempo - hay muchas opciones, por lo general los reales o los enteros, posiblemente restringido a ser no negativo. {\displaystyle {\mathcal {M}}} es un  variedad, es decir, localmente un espacio de Banach o un espacio euclidiano, o en el caso discreto un grafo. f es una regla de evolución t → f t (con {\displaystyle t\in {\mathcal {T}}}) tal que f t es un difeomorfismo de la variedad respecto a sí misma. Por lo tanto, f es un mapeo "suave" del dominio temporal {\displaystyle {\mathcal {T}}} en el espacio de difeomorfismos de la variedad consigo misma. En otros términos, f(t) es un difeomorfismo, para cada tiempo t en el dominio {\displaystyle {\mathcal {T}}} .

#### Sistema dinámico real
Un sistema dinámico real, sistema dinámico en tiempo real, tiempo continuo sistema dinámico, o flujo es una tupla (T, M, Φ) con T un intervalo abierto en el número real R, M un colector localmente  difeomorfo a un espacio de Banach, y Φ una función continua. Si Φ es continuamente diferenciable, entonces el sistema es un sistema dinámico diferenciable.  Si la variedad M es localmente difeomorfa a Rn, el sistema dinámico es finito-dimensional; si no, el sistema dinámico es infinito-dimensional. Nótese que esto no supone un estructura simpléctica. Cuando T se toma como los reales, el sistema dinámico se llama global o un flujo; y si T se restringe a los reales no negativos, entonces el sistema dinámico es un semi-flujo.

#### Sistema dinámico discreto
Un sistema dinámico discreto es una tupla (T, M, Φ), donde M es una variedad localmente difeomorfa a un espacio de Banach, y Φ es una funci'on. Cuando T se toma como los enteros, es una cascada o un mapa. Si T se restringe a los enteros no negativos llamamos al sistema una semicascada.

#### Autómata celular
Un autómata celular es una tupla (T, M, Φ), siendo T una red tal como los enteros o una red de enteros de dimensiones superiores, M es un conjunto de funciones de una red de enteros (de nuevo, con una o más dimensiones) a un conjunto finito, y Φ una función de evolución (definida localmente).  Como tales, los autómatas celulares son sistemas dinámicos. La red en M representa la red "espacial", mientras que la red en T representa la red "temporal".

#### Generalización multidimensional
Los sistemas dinámicos suelen definirse sobre una única variable independiente, considerada como tiempo. Una clase más general de sistemas se definen sobre múltiples variables independientes, por lo que se denominan sistemas multidimensionales. Estos sistemas son útiles para modelar, por ejemplo, el procesamiento de imágenes.

#### Compactificación de un sistema dinámico
Dado un sistema dinámico global (R, X, Φ) en un espacio localmente compacto y Hausdorff espacio topológico X, suele ser útil estudiar la extensión continua Φ* de Φ a la compactificación en un punto X* de X. Aunque perdemos la estructura diferencial del sistema original ahora podemos utilizar argumentos de compacidad para analizar el nuevo sistema (R, X*, Φ*).
En sistemas dinámicos compactos el conjunto límite de cualquier órbita es no vacío, compacto y simplemente conexo.

## Elementos a tener en cuenta
En cuanto a la elaboración de los modelos, los elementos y sus relaciones, se debe tener en cuenta:
1. Un sistema está formado por un conjunto de elementos en interacción.
2. El comportamiento del sistema se puede mostrar a través de diagramas causales.
3. Hay varios tipos de variables: variables exógenas (son aquellas que afectan al sistema sin que este las provoque) y las variables endógenas (afectan al sistema pero este sí las provoca).

## Ejemplo de sistema dinámico
Un ejemplo de un sistema dinámico se puede ver en una especie de peces que se reproduce de tal forma que este año la cantidad de peces es {\displaystyle X_{k}}, el año próximo será {\displaystyle X_{k+1}}. De esta manera podemos poner nombres a las cantidades de peces que habrá cada año, así: año inicial {\displaystyle X_{0}}, año primero {\displaystyle X_{1}},...........  ......, año k {\displaystyle X_{k}}.
Como se puede observar :{\displaystyle x_{k+1}=f(x_{k})\,\!}, se cumple para cualquier año k; lo cual significa que la cantidad de peces se puede determinar si se sabe la cantidad del año anterior. Por consiguiente esta ecuación representa un sistema dinámico.

## Tipos de sistemas dinámicos
Los sistemas dinámicos se dividen en sistemas discretos en el tiempo y continuos en el tiempo. Un sistema dinámico se dice discreto si el tiempo se mide en pequeños lapsos; estos son modelados como relaciones recursivas, tal como la ecuación logística:

{\displaystyle x_{t+1}=ax_{t}(1-x_{t})\,\!}

donde t denota los pasos discretos del tiempo y x es la variable que cambia con este. Un sistema dinámico discreto determinista general puede modelarse mediante una ecuación abstracta del tipo:
Si el tiempo es medido en forma continua, el sistema dinámico continuo resultante es expresado como una ecuación diferencial ordinaria; por ejemplo:
{\displaystyle {\frac {dx}{dt}}=ax(1-x)}
donde x es la variable que cambia con el tiempo t. La variable cambiante x es normalmente un número real, aunque también puede ser un vector en Rk.

## Sistemas lineales y no lineales
Se distingue entre sistemas dinámicos lineales y sistemas dinámicos no lineales. En los sistemas lineales, el segundo miembro de la ecuación es una expresión que depende en forma lineal de x, tal como:
{\displaystyle x_{n+1}=3x_{n}\,\!}
Si se conocen dos soluciones para un sistema lineal, la suma de ellas es también una solución; esto se conoce como principio de superposición. En general, las soluciones provenientes de un espacio vectorial permiten el uso del álgebra lineal y simplifican significativamente el análisis. Para sistemas lineales continuos, el método de la transformada de Laplace también puede ser usado para transformar la ecuación diferencial en una ecuación algebraica; así mismo que para los sistemas lineales discretos, el método de la transformada Z también puede ser usado para transformar la ecuación diferencial en una ecuación algebraica.
Los sistemas no lineales son mucho más difíciles de analizar y a menudo exhiben un fenómeno conocido como caos, con comportamientos totalmente impredecibles.